# エド・デラハンティ
エド・デラハンティ（Edward James Delahanty, 1867年10月30日 - 1903年7月2日） は、アメリカ合衆国オハイオ州クリーブランド出身のプロ野球選手（左翼手）。右投げ右打ち。愛称は"Big Ed"（ビッグ・エド）。

## 経歴
5人兄弟の長男で、5人全員がプロの野球選手として活躍した経歴を持つ。
1888年5月に、トライステート・リーグのホイーリング球団からフィラデルフィア・クエーカーズに入団する。デビュー当時は内野手・外野手を半分ずつこなしていた。1890年にプレイヤーズ・リーグに1年参加した後、翌年再びフィリーズに戻り、主に外野手として試合に出るようになった。守備での動きは俊敏だったそうで、当時は「ヒューマン・グラスホッパー」の異名ももっていた。
打撃面では1892年に初めて打率が3割を超え、この年リーグ最多の21本の三塁打と長打率リーグ1位の記録を残す。その後1893年に投手－本塁間の距離が60フィート6インチとなるルール改訂によって、打撃成績は飛躍的に向上。
同年リーグ最多となる19本の本塁打と146打点を挙げる。翌1894年と1895年はいずれも打率が4割を超えた。1896年には二塁打44、本塁打13、打点126（いずれもリーグ最多）をマーク。1899年には自身3度目の4割超えとなる打率.410で首位打者となる。同年の137打点と238安打、55本の二塁打もいずれもリーグ最多であった。
1901年までフィリーズの主軸として活躍していたが、アメリカンリーグ設立後の1902年にワシントン・セネターズに移籍する。この年、打率.376で自身2度目の首位打者となる。このことからMLBの「両リーグで首位打者」をとったことになるが2024年時点の規定打席などの事情が当時とは全然違うこともあり、現在は認められていないことになっている。その後もセネタースの牽引役を期待されていたが、1903年のシーズン中にナイアガラ川で事故死（詳細下記）。1945年、アメリカ野球殿堂のベテランズ委員会により殿堂入り選手に選出された。

### 事故死
1903年6月25日の試合後、長らく会っていない夫人に会うため、遠征中のチームから離れる。
7月2日、カナダからアメリカへ向かう列車の車中で泥酔し、強制的にオンタリオ州フォートエリーのブリッジバーグ駅で降ろされた。この駅はナイアガラ川（アメリカとカナダの国境）の起点側（南側）に位置し、ナイアガラの滝からは上流に離れた地域にある。
同日夜、列車を追ってアメリカへの旅を続けようとし、駅近くの川に架かる鉄道橋インターナショナル鉄道橋をカナダ側からアメリカ側へ渡ろうとした。この橋は可動橋であり、当時は船を通過させるために橋が開かれていた。ニューヨーク・タイムズ紙が伝えた警備員の証言によると、デラハンティは通行禁止の橋を歩いて渡ろうとし、これを見た警備員が制止するとアメリカ側へ向けて橋の上を逃走、途中で橋の下を流れるナイアガラ川に転落したという。残された手荷物などから転落者が名の知れた野球選手であることが判明し、行方不明者として橋の下流一帯が捜索された。
7月9日、遺体がナイアガラの滝の下流にあるナイアガラ渓谷で発見された。転落現場で溺れた後、流されてきたものと見られている。遺体はナイアガラの滝つぼを運行する遊覧船霧の乙女号の船着き場付近で見つかり、船のスクリューに巻き込まれたとみられる損傷があった。
デラハンティの死は飲酒の影響による事故とされているが、夜間の出来事ということもあり不詳な点が多い。スポーツ歴史家のマイク・ソウェルは1992年の自著 "July 2, 1903: The Mysterious Death of Hall-Of-Famer Big Ed Delahanty" の中で、事故の他にも自殺や強盗殺人の可能性があるとしている。

## 詳細情報

### 年度別打撃成績
| 年 度      | 球 団      | 試 合 | 打 席 | 打 数 | 得 点 | 安 打 | 二 塁 打 | 三 塁 打 | 本 塁 打 | 塁 打 | 打 点 | 盗 塁 | 盗 塁 死 | 犠 打 | 犠 飛 | 四 球 | 敬 遠 | 死 球 | 三 振 | 併 殺 打 | 打 率 | 出 塁 率 | 長 打 率 | O P S |
| ---------- | ---------- | ----- | ----- | ----- | ----- | ----- | -------- | -------- | -------- | ----- | ----- | ----- | -------- | ----- | ----- | ----- | ----- | ----- | ----- | -------- | ----- | -------- | -------- | ----- |
| 1888       | PHI        | 74    | 303   | 290   | 40    | 66    | 12       | 2        | 1        | 85    | 31    | 38    | -        | -     | -     | 12    | -     | 1     | 26    | -        | .228  | .261     | .293     | .554  |
| 1889       | PHI        | 56    | 261   | 246   | 37    | 72    | 13       | 3        | 0        | 91    | 27    | 19    | -        | -     | -     | 14    | -     | 1     | 17    | -        | .293  | .333     | .370     | .703  |
| 1890       | CLE        | 115   | 549   | 517   | 107   | 153   | 26       | 13       | 3        | 214   | 64    | 25    | -        | -     | -     | 24    | -     | 8     | 30    | -        | .296  | .337     | .414     | .751  |
| 1891       | PHI        | 128   | 584   | 543   | 92    | 132   | 19       | 9        | 5        | 184   | 86    | 25    | -        | -     | -     | 33    | -     | 8     | 50    | -        | .243  | .296     | .339     | .635  |
| 1892       | PHI        | 123   | 517   | 477   | 79    | 146   | 30       | 21       | 6        | 236   | 91    | 29    | -        | -     | -     | 31    | -     | 9     | 32    | -        | .306  | .360     | .495     | .855  |
| 1893       | PHI        | 132   | 652   | 595   | 145   | 219   | 35       | 18       | 19       | 347   | 146   | 37    | -        | -     | -     | 47    | -     | 10    | 20    | -        | .368  | .423     | .583     | 1.007 |
| 1894       | PHI        | 116   | 567   | 495   | 148   | 200   | 39       | 19       | 4        | 289   | 133   | 21    | -        | 5     | -     | 60    | -     | 7     | 16    | -        | .404  | .475     | .584     | 1.059 |
| 1895       | PHI        | 116   | 578   | 480   | 149   | 194   | 49       | 10       | 11       | 296   | 106   | 46    | -        | 6     | -     | 86    | -     | 6     | 31    | -        | .404  | .500     | .617     | 1.117 |
| 1896       | PHI        | 123   | 574   | 499   | 131   | 198   | 44       | 17       | 13       | 315   | 126   | 37    | -        | 4     | -     | 62    | -     | 9     | 22    | -        | .397  | .472     | .631     | 1.103 |
| 1897       | PHI        | 129   | 598   | 530   | 109   | 200   | 40       | 15       | 5        | 285   | 96    | 26    | -        | 5     | -     | 60    | -     | 3     | 23    | -        | .377  | .444     | .538     | .981  |
| 1898       | PHI        | 144   | 640   | 548   | 115   | 183   | 36       | 9        | 4        | 249   | 92    | 58    | -        | 4     | -     | 77    | -     | 11    | 29    | -        | .334  | .426     | .454     | .880  |
| 1899       | PHI        | 146   | 645   | 581   | 135   | 238   | 55       | 9        | 9        | 338   | 137   | 30    | -        | 5     | -     | 55    | -     | 4     | 22    | -        | .410  | .464     | .582     | 1.046 |
| 1900       | PHI        | 131   | 601   | 539   | 82    | 174   | 32       | 10       | 2        | 232   | 109   | 16    | -        | 14    | -     | 41    | -     | 7     | 36    | -        | .323  | .378     | .430     | .809  |
| 1901       | PHI        | 139   | 621   | 542   | 106   | 192   | 38       | 16       | 8        | 286   | 108   | 29    | -        | 10    | -     | 65    | -     | 4     | 60    | -        | .354  | .427     | .528     | .955  |
| 1902       | WSH        | 123   | 539   | 473   | 103   | 178   | 43       | 14       | 10       | 279   | 93    | 16    | -        | 0     | -     | 62    | -     | 4     | 9     | -        | .376  | .453     | .590     | 1.043 |
| 1903       | WSH        | 42    | 171   | 156   | 22    | 52    | 11       | 1        | 1        | 68    | 21    | 3     | -        | 1     | -     | 12    | -     | 2     | 16    | -        | .333  | .388     | .436     | .824  |
| 通算：16年 | 通算：16年 | 1837  | 8400  | 7511  | 1600  | 2597  | 522      | 186      | 101      | 3794  | 1466  | 455   | -        | *54   | -     | 741   | -     | 94    | 439   | -        | .346  | .411     | .505     | .916  |

- 「-」は公式記録なし。
- 通算成績の「*数字」は、不明年度がある事を示す。
- 太字はリーグ1位。

### タイトル
- 首位打者：2回、1899年(.410)、1902年(.376)
- 本塁打王：2回（1893,1896年）
- 打点王：3回（1893,1896,1899年）
- 盗塁王：1回（1898年）

### 記録
- 最多安打：1回（1899年）
- シーズン打率4割以上を3度記録した。
- 1試合4本塁打：1896年7月13日。[3]
- 1試合「6打数6安打」を2度、ダブルヘッダーで「9打数9安打」を放った記録が残っている。

- フィラデルフィア・フィリーズ球団記録
  - 球団歴代1位
    - 通算三塁打 158

  - 球団歴代2位
    - 通算打率 .348
    - 通算得点 1368
    - 通算二塁打 442
    - 通算打点 1288
    - 通算単打 1527
    - シーズン出塁率 .500：1895年
    - シーズン二塁打 55：1899年

  - 球団歴代3位
    - 通算塁打 3233
    - 通算盗塁 412
    - 通算死球 80
    - シーズン打率 .410：1899年
    - シーズンOPS 1.117：1895年
    - シーズン安打 238：1899年
    - シーズン三塁打 21：1892年